# Eugen Sänger

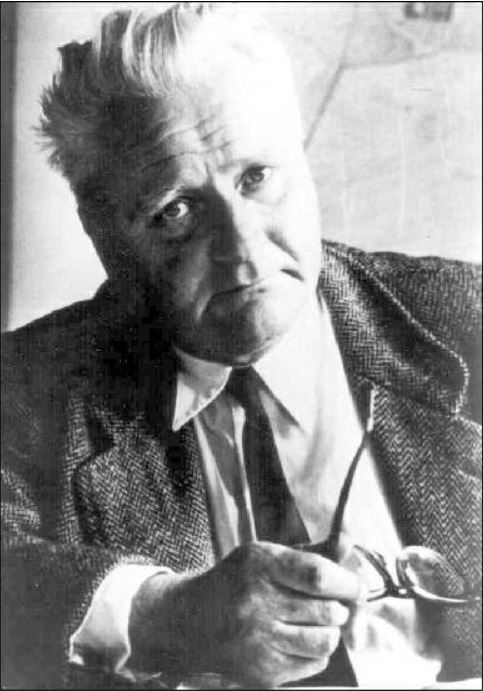
Eugen Sänger

Eugen Sänger (* 22. September 1905 in Preßnitz, Österreich-Ungarn; † 10. Februar 1964 in Berlin) war ein österreichischer Ingenieur und Pionier auf dem Gebiet der Luft- und Raumfahrt.

## Leben

### Ausbildung
Eugen Sänger besuchte nach dem frühen Verlust des Vaters die Elementarschulen in Budapest und Kelenföld. Bereits 1918 ließ Sänger sich durch den Roman Auf zwei Planeten von Kurd Laßwitz für die damals noch utopische Raumfahrt begeistern. In den 1920er Jahren studierte er an den TU Graz und TU Wien Bauingenieurswesen. 1926–1942 konzipierte er das Hyperschall-Raumflugzeug, 1929 ließ er heimlich ein Raketenmodell aufsteigen. Sein erster Dissertationsentwurf mit dem Konzepttitel Raketenflugtechnik wurde an der Technischen Hochschule Wien abgelehnt. Einen überarbeiteten Teil veröffentlichte er 1933 als Buch.
Er wurde mit einer Dissertation zur Statik des Fachwerkflügels 1930 promoviert und begann als wissenschaftlicher Assistent mit ersten Forschungsarbeiten zum Raketenantrieb mit flüssigen Treibstoffen.

### Die Zeit des Nationalsozialismus
Anfang der 1930er Jahre hielt Sänger auch Vorträge im Rundfunk, so am 26. September 1932 zum Thema „Fernflüge mit Raketenflugzeugen“ oder im Oktober 1933 über den Stand der Raketentechnik.
Von 1932 bis 1945 nahm er erste Prüfstandsversuche mit Flüssigsauerstoff/Kohlenwasserstoff-Hochdruck-Raketenmotoren in Röhrchenkonstruktion mit großen Feuerdüsen-Öffnungswinkeln vor.
Sänger wurde am 24. Oktober 1932 Mitglied der NSDAP in Wien-Landstraße (Mitgliedsnummer 1.303.775). Nach eigenen Angaben wurde er 1933 als SS-Mann im austrofaschistischen Ständestaat bei illegalen Übungen verhaftet und befürchtete anschließend, aufgrund seiner politischen Gesinnung seine Stelle an der Technischen Hochschule zu verlieren. Dies dürfte der Grund gewesen sein, wieso Sänger in der Folge als „Illegaler“ kaum noch in Erscheinung trat und die Partei verließ. Diese Untätigkeit wurde ihm später vom NS-Regime angelastet, Anträge auf Neuaufnahme in die NSDAP ab 1939 wurden fortan abgelehnt.

### Das Patent
Im Jahr 1935 reichte er zusammen mit Benno Fiala von Fernbrugg in den USA ein Patent für ein Raketenflugzeug und einen neuen Raketenmotor ein.

### Das Reichsluftfahrtministerium

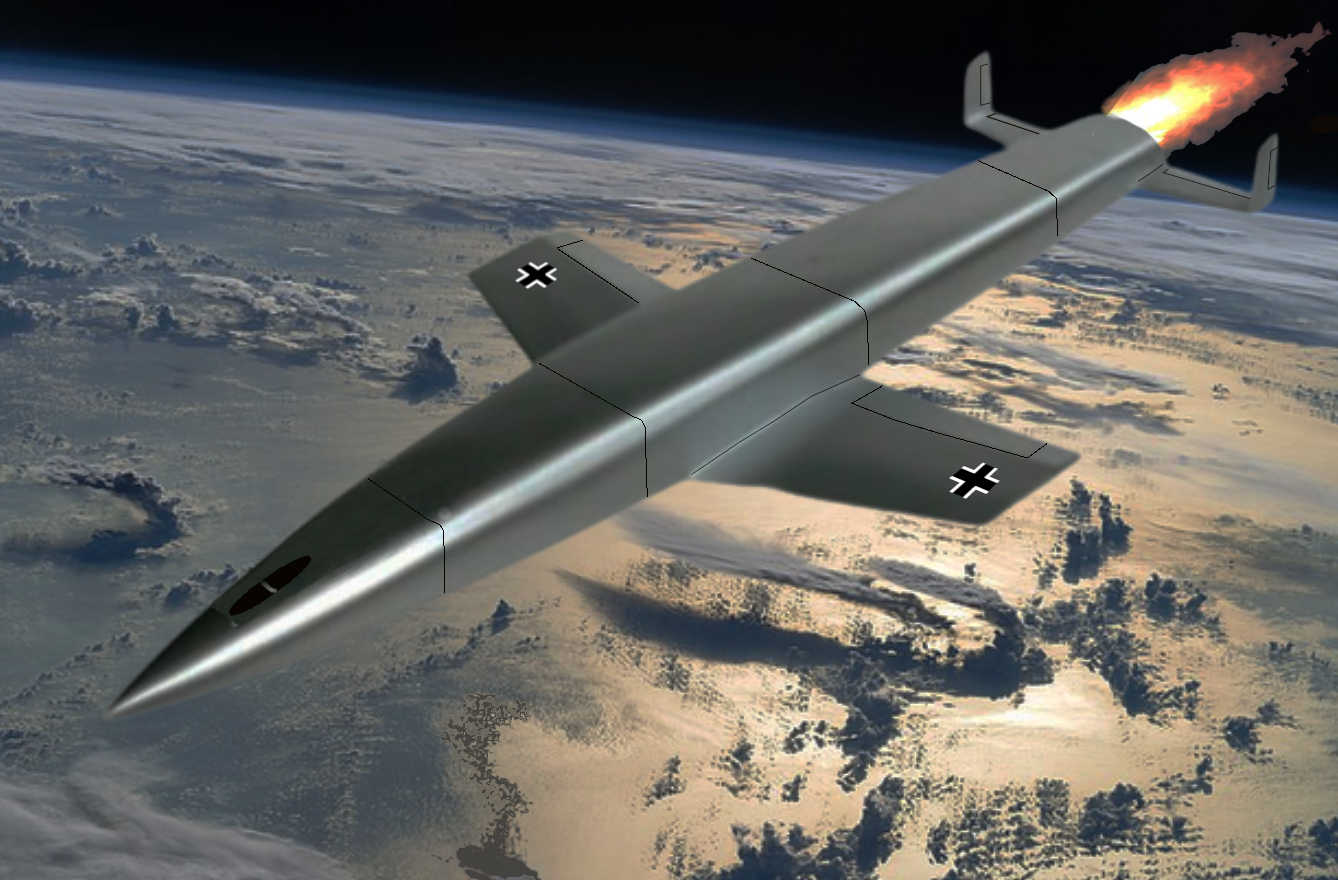
Silbervogel Entwurf eines suborbitalen Bombers von Eugen Sänger und Irene Sänger-Bredt im Dritten Reich (künstlerisch nachempfunden)

1935/36 war das Reichsluftfahrtministerium auf Sänger aufmerksam geworden. 1936, also während der Zeit des Nationalsozialismus, zog er nach Deutschland und wurde dort eingebürgert. Hier arbeitete er ab Februar ein Jahr lang für die Deutsche Versuchsanstalt für Luftfahrt in Berlin-Adlershof. Ab Februar 1937 errichtete und leitete er für das Reichsluftfahrtministerium das Raketenflugtechnische Institut Trauen in der Lüneburger Heide und war an der Entwicklung von Hochdruckbrennkammern maßgeblich beteiligt. 1938 arbeitete er zuerst über freie Molekularströmung. 1939 unternahm er erste Versuche mit Überschall-Raketenschlittenbahnen, 1939–1945 erste Flugschleppversuche mit Hochtemperatur-Staustrahltriebwerken. 1942 entließ man ihn in Trauen wegen mangelnder Kooperation. Später wurde er als Abteilungsleiter an der Deutschen Forschungsanstalt für Segelflug in Ainring wieder eingestellt, an der er auch das von René Lorin entwickelte Staustrahlrohr (Ramjet, d. h. Staustrahltriebwerk) weiterentwickelte, mit dem eine mehrfache Schallgeschwindigkeit erreicht werden konnte. Sänger testete es an verschiedenen Bombern der deutschen Luftwaffe. Während des Zweiten Weltkrieges arbeitete er zu Beginn im Rahmen des Amerikabomberprojektes an der Entwicklung eines raketengetriebenen Orbitalbombers (Silbervogel). Nach der Niederlage in Stalingrad 1943 wurde das Projekt wegen Ressourcenmangels aufgegeben, und man konzentrierte sich auf schnell realisierbare Projekte. Langfristig arbeitete er an der Entwicklung einer von ihm Raumboot genannten Raumfähre, die zum Transport von Personen und Fracht zwischen Erdboden und Orbit bzw. Raumstationen dienen sollte.

## Die Zeit in Frankreich und Nord 1500

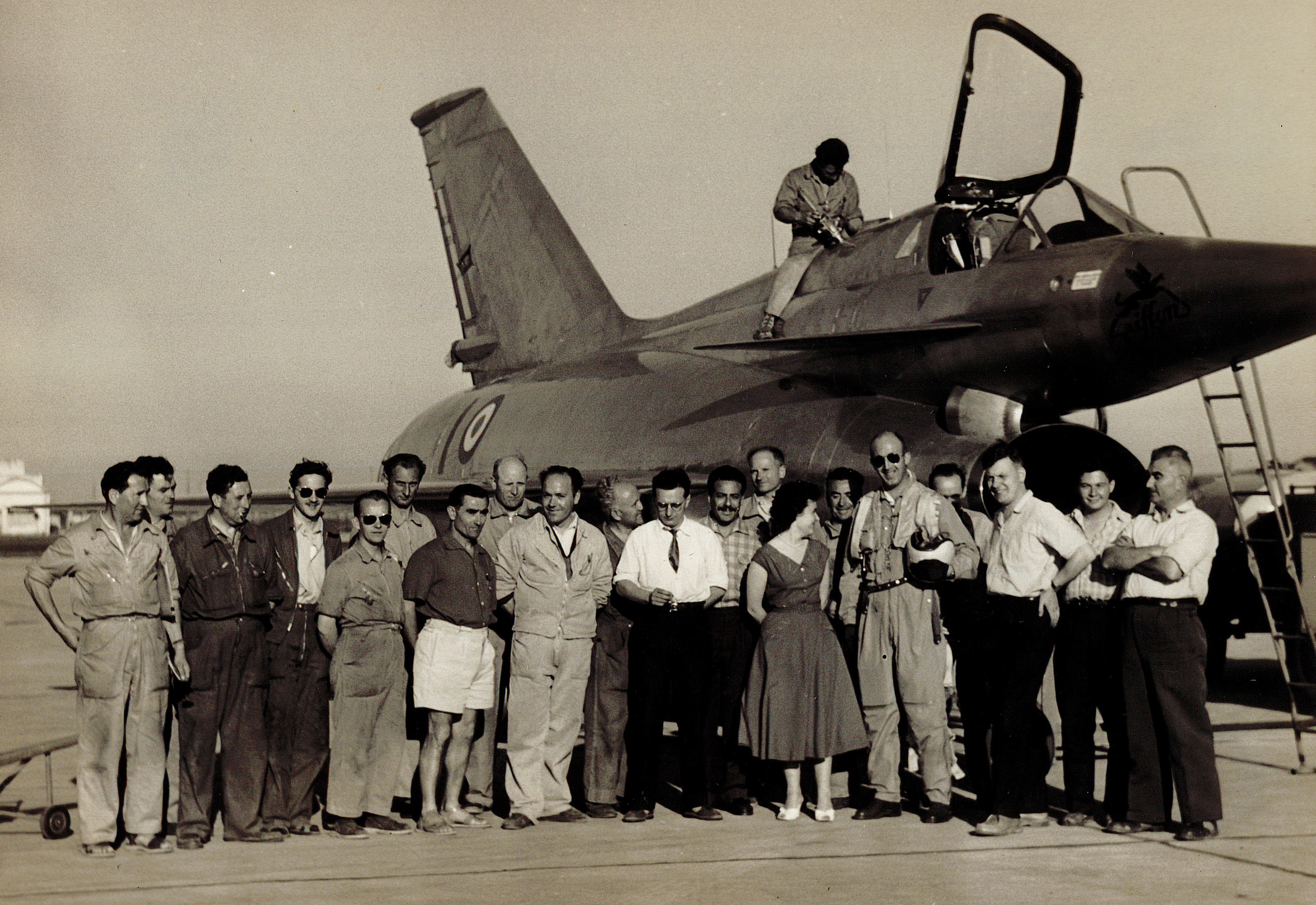
Das Team vor der Nord 1500 Griffon

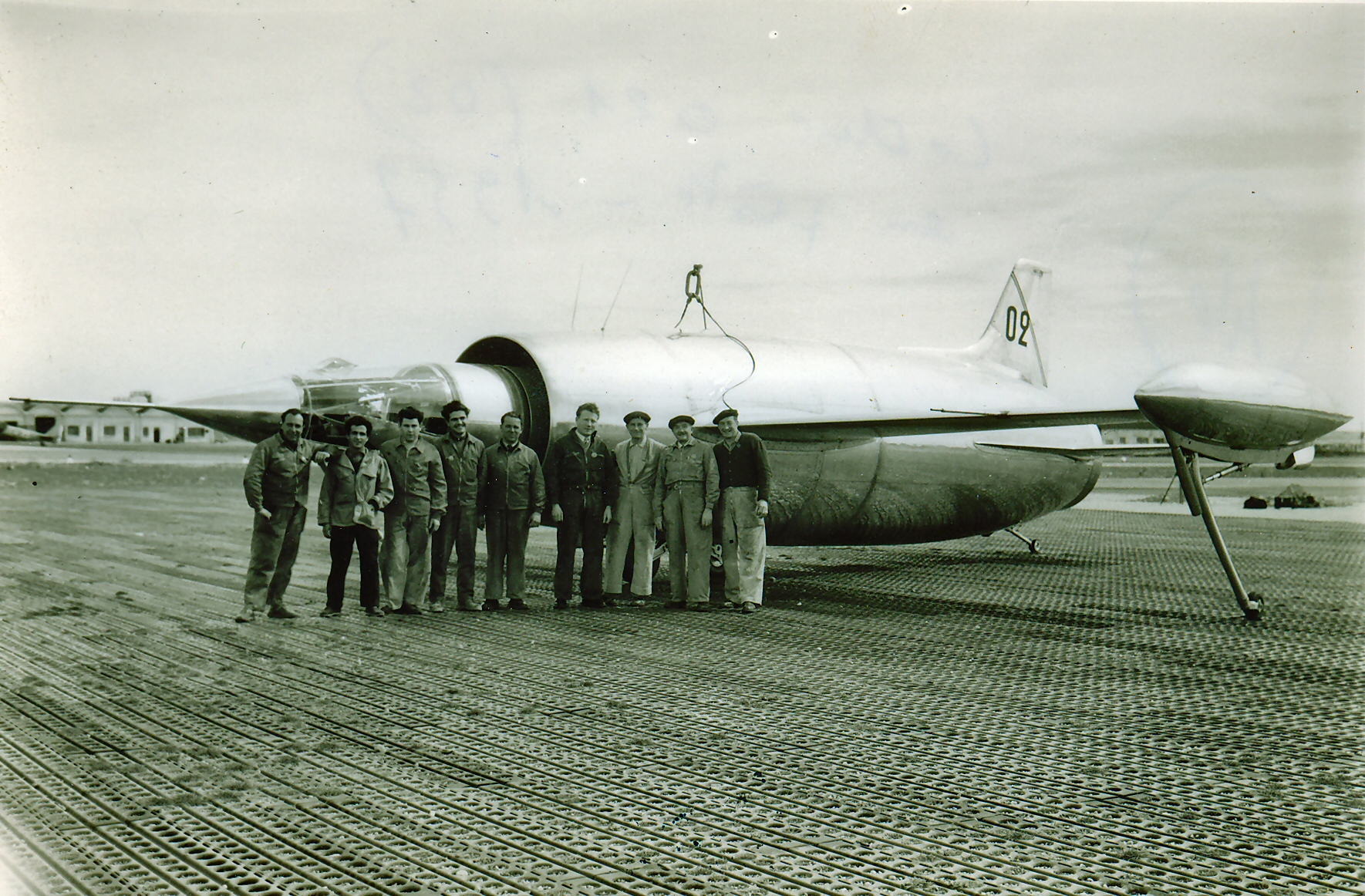
Das Team der Leduc 0.21 vor der Maschine, um 1953

1946 ging Sänger mit seiner Mitarbeiterin Irene Sänger nach Frankreich für gemeinsame Forschungs- und Beratertätigkeiten. Im Jahr 1951  heirateten sie in Paris und am 15. März 1952 wurde ihr Sohn Hartmut (1952; † 17. Dezember 2015) geboren, späterer Raumfahrtjournalist und Bauingenieur. Eugen Sänger betrieb für die dortigen Flugzeughersteller verschiedene Entwicklungen, u. a. das Experimentalflugzeug Nord 1500, und wurde Mitbegründer der Internationalen Astronautischen Föderation. Dieser stand er ab seiner Wahl auf dem Internationalen Astronautischen Kongress in London 1951 für zwei Jahre vor. Als Berater stand er dem Team des Experimentalflugzeugs Leduc 0.21, bei der Entwicklung, Konstruktion und Erprobung, zur Seite.
Sänger behandelte 1949 in seiner Abhandlung Die Bewegungsgesetze der Raumfahrt die Fragen, wie man etwas in eine Umlaufbahn um die Erde bringen kann, wie hoch die Lebensdauer künstlicher Satelliten ist und wie solche mit den Bodenstationen zu verbinden sind.

## Medizinische Probleme der Raumfahrt
Sänger wies bereits Anfang der 1950er Jahre auf die medizinischen Probleme der Raumfahrt hin: „Wir stehen vor neuen Problemen der Biologie, Medizin und Psychologie, unter denen das Verhalten der menschlichen Physis und Psyche unter Schwerefreiheit, unter kosmischer Strahlung, unter künstlichen oder außerirdischen Lebensbedingungen, in der Einsamkeit des Weltraumes usw. nur die vordringlichsten sind; die körperlichen und seelischen Auswirkungen auf die Gesamtmenschheit bei deren Berührung mit fremden Welten dürfen aber ebenfalls nicht vergessen werden.“

## Zur Theorie der Photonenrakete
Er trat 1953 mit dem Thema Zur Theorie der Photonenrakete an der Eidgenössischen Technischen Hochschule Zürich zum ersten Mal mit einer Systematik hypothetischer entsprechender Triebwerke und ihrer möglichen technischen Bedeutung hervor. Im selben Jahr leistete er erste Arbeiten über molekularspiegelnde Oberflächen für Hyperschall-Flugzeuge, 1954–1961 erste umfangreiche Prüfstandsarbeiten an großen Heißwasserraketen als Starttriebwerke für Raumflugzeuge. Sein ehrgeizigstes Projekt war aber die Konzeption des Photonenantriebs für interplanetare und interstellare Raumfahrzeuge (1953–1959).

## Direktor des Instituts für Physik der Strahltriebwerke
Sänger war von 1954 bis 1961 Direktor des Instituts für Physik der Strahltriebwerke an der Universität Stuttgart und baute das Institut sowie das Raketenversuchsgelände Lampoldshausen auf. In den 1960ern fungierte Sänger als Berater bei Rüstungsprojekten im Raketenbau in Ägypten. (siehe: Affäre um deutsche Raketenexperten in Ägypten) 1963 gründete er an der Technischen Universität Berlin einen Raumfahrtlehrstuhl. Von 1961 bis 1964 erarbeitete er für die Junkers-Werke das Konzept eines als RT-8 bezeichneten zweistufigen Raumtransporters, dessen Erststufe unter anderem von einem Ramjet angetrieben wird. Diese Forschungsarbeiten fanden sich über zehn Jahre später im Space Shuttle wieder.
Eugen Sänger verstarb am 10. Februar 1964 in Berlin. Das Grab des Ehepaars Sänger befindet sich auf dem Alten Friedhof in Stuttgart-Vaihingen.

## Die Fahrt zu anderen Sternen
Sänger legt Wert darauf, dass Sterne auch noch in der Entfernung von vielen tausend, ja Millionen und Milliarden Lichtjahren innerhalb der Lebenszeit eines Menschen erreicht werden können, weil an Bord schneller Raumschiffe aufgrund der Zeitdilatation die Zeit langsamer verstreicht. Bei der Tagung des Instituts für Physik der Strahlantriebe in Freudenstadt 1955  gab er als Dauer für Fahrten zum Zentrum der Milchstraße ca. 18, zum Andromedanebel ca. 26 und um die ganze Welt 41,9 Jahre an, wenn man jeweils auf halbem Wege mit 1 g beschleunigt bzw. bremst und sich der Lichtgeschwindigkeit stark nähert, indem man den ganzen Treibstoff in Photonen umsetzt. Für auf der Erde Zurückbleibende vergehen unterdessen Zeiträume von z. T. vielen Milliarden Jahren.

## Bedeutung

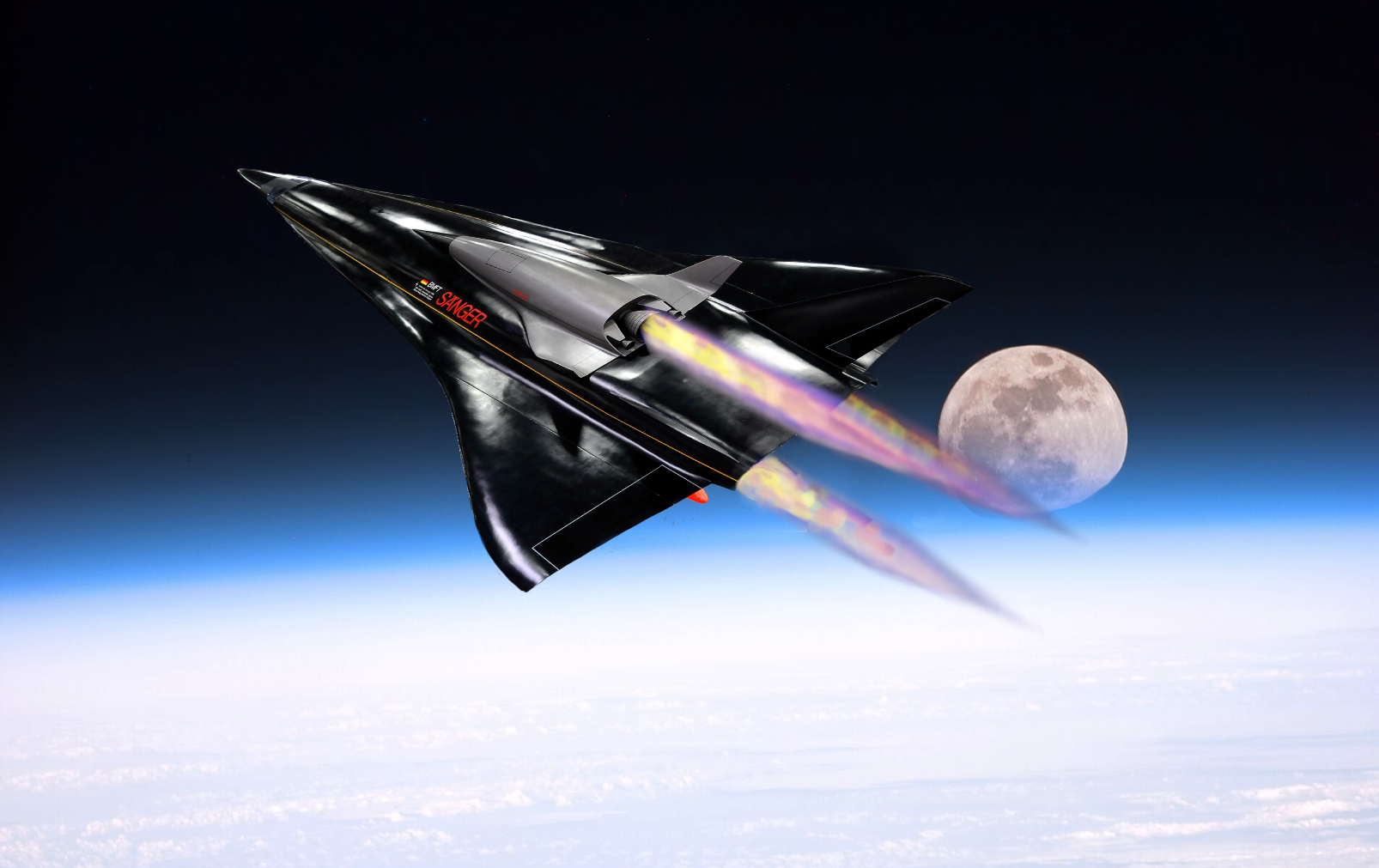
Künstlerische Darstellung des Spaceshuttle Models der Sänger II von Eugen Sänger

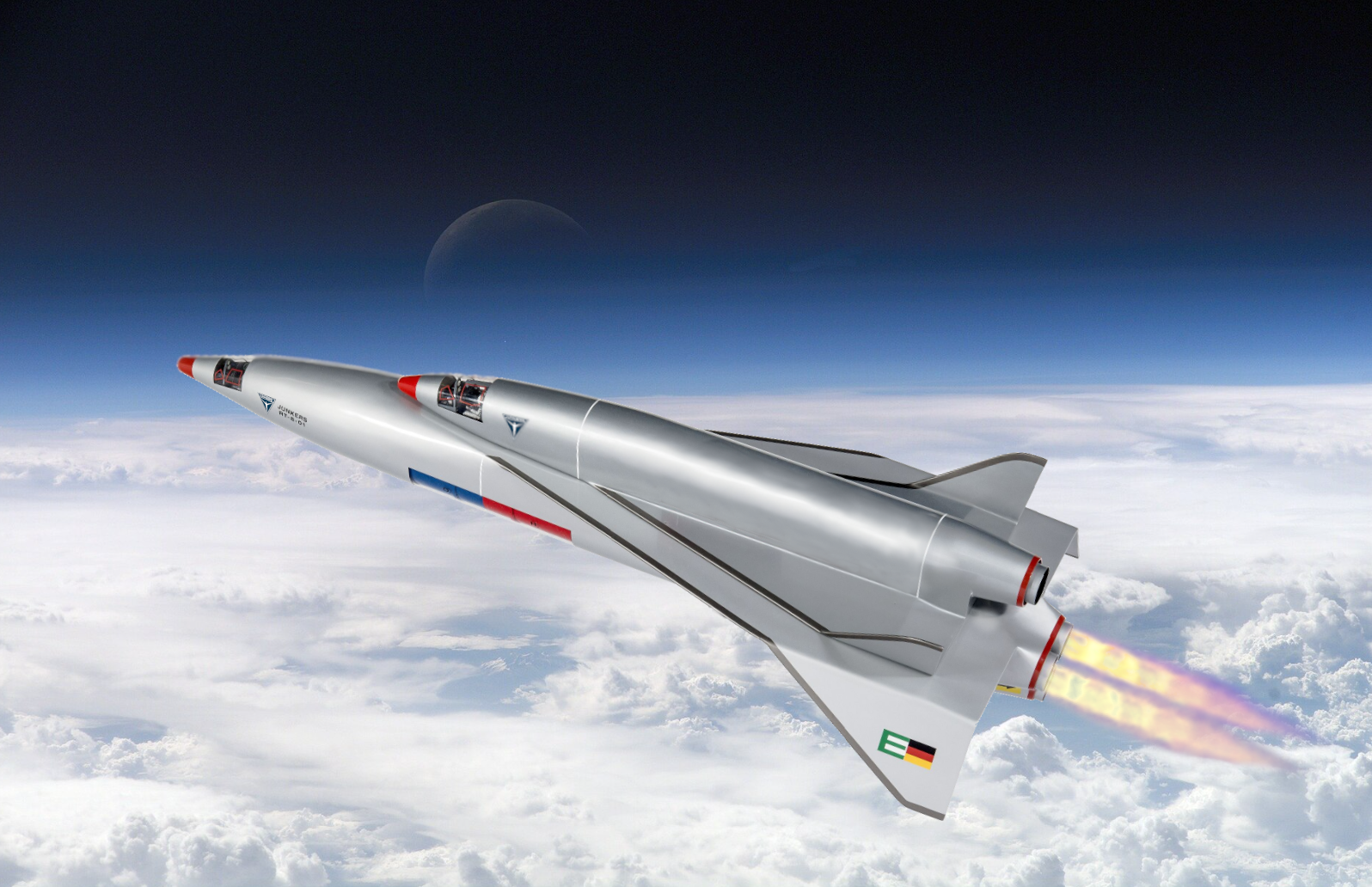
Raumtransporter Junkers RT-8-01 Modellstudie von 1961 nach Eugen Sänger

Die wichtigste Entwicklung Sängers während des Krieges, die bis heute in jedem Raketentriebwerk Verwendung findet, war die Kühlung des Raketentriebwerks durch den eigenen Treibstoff. Die Raketendüse wird mit dem Raketenbrennstoff gekühlt und dabei gleichzeitig die Abwärme der Düse genutzt, um den Treibstoff aufzuheizen. Der Raketenbrennstoff wird dadurch erheblich besser genutzt, da die Aktivierungsenergie für die Verbrennung geringer wird.
Ab 1946 interessierte sich die Sowjetunion sehr ernsthaft für den Sänger-Bredt Vorschlag des Orbitalbombers, um einen Gefechtskopf von 3.000 kg auf eine Entfernung von 3.000 km zu transportieren. Stalins Bestrebungen, Sänger aus Frankreich entführen zu lassen, zerschlugen sich angeblich, weil der sowjetische Raumfahrtexperte Grigori Tokaty zum britischen Geheimdienst überlief. Die technische Machbarkeit wurde 1949 unter Leitung von Helmut Gröttrup und Werner Albring, die im Rahmen der Aktion Ossawakim zwangsweise für die sowjetische Raketenforschung arbeiteten, als Konzeptstudie G-3 näher untersucht. Es zeigte sich, dass es zu viele technische Hürden gab und manche Annahmen Sängers unrealistisch waren.
Durch seine Arbeit am orbitalen Amerikabomber gilt Sänger auch als Vordenker für das US-amerikanische Shuttleprogramm. Das Raumtransportsystem Sänger ist nach ihm benannt.
In der Rückschau tritt Sänger namentlich auch durch seine Konzeption des Photonen- und des Staustrahlantriebs und durch seine Beschäftigung mit den Erscheinungen hervor, die bei bemannten Raumflügen über größere Strecken, unter Umständen sogar zu anderen Sternen, durch die Zeitdilatation zu erwarten sind.

## Veröffentlichungen (Auswahl)
- Aero-Club-Schulung in Aspern. In: Österreichische Touring-Zeitung, Heft 6/1931, S. 223 (online bei ANNO).
- Volltragend-freihängende Metalldachhaut für Großhallen. In: Zeitschrift des oesterr(eichischen)/österreichischen Ingenieur- und Architekten-Verein(e)s, Jahrgang 1931, S. 63 (online bei ANNO).
- Raketenflugtechnik. München und Berlin 1933
- Raketenantrieb für Fernbomber. Ainring 1944
- Fragen der Raumfahrt 1952[20]
- Forschung zwischen Luftfahrt und Raumfahrt. Tittmoning 1954
- Zur Mechanik der Photonen-Strahlantriebe. München 1956
- Raumfahrt – Technische Überwindung des Krieges. In: Außenpolitik – Zeitschrift für internationale Fragen. Heft 4, 1958.
- Raumfahrt – wohin? München 1962
- Raumfahrt: heute – morgen – übermorgen. Econ, Düsseldorf / Wien 1963[1]

## Ehrungen (Auswahl)
- Ehrenmitglied zahlreicher Gesellschaften für Weltraumforschung in Deutschland, Großbritannien, Österreich, den Vereinigten Staaten von Amerika, Norwegen, Schweden, Schweiz, Argentinien, Italien
- Hermann-Oberth-Medaille für Verdienste um die Raumfahrtforschung
- Österreichisches Ehrenkreuz für Wissenschaft und Kunst erster Klasse
- Kommandeur des Ordre du Mérite pour la Récherche et l’Invention, Paris
- Goldene Gagarin-Medaille der Assoziazione Internazionale Uomo nello Spazio, Rom
- Goldene Medaille der Mailänder Messe[1]
- Im Jahr 1971 wurde in Wien-Simmering (11. Bezirk) die Sängergasse nach ihm benannt.[6]
- Der Mondkrater Saenger ist nach ihm benannt.